# Дойл, Генри Эдвард
Генри Эдвард Дойл (англ. Henry Edward Doyle, 1827—1892) — британский художник, директор Национальной галереи Ирландии в течение 23 лет.

## Биография
Генри Дойл был третьим сыном известного британского художника-карикатуриста Джона Дойла и Марианны, дочери Джеймса Конана из Дублина, приходился дядей известному писателю А.Конан Дойлу. Генри получил художественное образование, в 1862 году по рекомендации архиепископа Вестминстера кардинала Николаса Уайзмана был назначен комиссаром Рима на всемирной выставке в Лондоне, и за успешное выполнение этой миссии был награждён орденом Пия IX.
На Всемирной выставке 1865 года, проходившей в Дублине, Генри Дойл был супериндентантом по вопросам искусства (Art Superintendent) и в 1872 году был избран почётным секретарём Национальной портретной галереи в Дублине. В 1869 году, после смерти директора Национальной галереи Ирландии Джорджа Малвени, Управляющим Советом галереи Генри Дойл был избран её директором. Также он был членом Комитета советников трёх специальных выставок национальных портретов с 1866 по 1868 годы и членом Королевской Гибернианской академии.
За 23 года руководства Национальной галерей Ирландии, несмотря на чрезвычайно скудное финансирование, Генри Дойл сумел вывести её на достойное место среди второстепенных галерей Европы.
В 1880 году Генри Дойл был удостоен звания кавалера ордена Бани. Скоропостижно скончался 17 февраля 1892 года.
Был женат на Джейн Изабелле Болл, дочери ирландского барристера Николаса Болла.